# Суховецкий, Алексей Николаевич
Алексе́й Никола́евич Сухове́цкий (род. 29 апреля 1953, Москва, СССР) — советский и российский живописец, мастер пейзажа, педагог, профессор. Секретарь Правления Союза художников РФ.
Член-корреспондент РАХ (2009). Народный художник РФ (2007). Академик РАХ (2018). Член Союза художников СССР с 1983 года.

## Биография
Родился 29 апреля 1953 года в Москве.
В 1971 году окончил Московскую среднюю художественную школу при МГАХИ им. В. И. Сурикова.
В 1973—1978 гг обучался в Московском государственном художественном институте им. В. И. Сурикова на живописном факультете в мастерской профессора, народного художника РСФСР В. Г. Цыплакова.
С 1975 года - участие в выставках.
В 1983 году принят в Союз художников СССР.

## Творчество
Главной темой творчества Алексея Суховецкого является Москва. Его отличает свой, совершенно особый выбор мотивов. Необычные ракурсы, виды, неожиданные мотивы. Все стороны архитектуры Москвы привлекают внимание художника: старинные подмосковные усадьбы, городская архитектура модерна XIX—XX веков, сталинский ампир 1930—1950-х годов и эстетика новейших технологий в архитектуре начала XXI века. В своём творчестве художник стремится отобразить взаимосвязь, казалось бы, несовместимых архитектурных стилей разных эпох в пространстве жизни постоянно меняющегося мегаполиса, где сквозь современность всегда проглядывает прошлое.
Произведения художника хранятся в собраниях Белгородского художественного музея, Сосновоборского художественного музея современного искусства, Ульяновского художественного музея, Тюменского музея изобразительных искусств, Художественного музея Республики Бурятия, Красноярской картинной галереи, Космодемьянского художественно-исторического музея, Калининградской художественной галереи, Кировского художественного музея им. Братьев В. М. и А. М. Васнецовых, Саранского музея славы, в собраниях Министерства культуры РФ, Королевской национальной галереи изобразительного искусства (Амман, Иордания), Lazare Gallery (США), Галереи Франческо Чиарамелли (Швейцария), галерее Арт Прима, частных собраниях в России и за рубежом.

## Основные произведения[1]

Почтовый блок, почта России, 2012 г.

- Почтовый блок, почта России, 2012 г. «Осенний интерьер» (Х., м. 1992)
- «Интерьер с портретами VIII века» (Х., м. 1992)
- «Москва. Бородинский мост» (Х., м. 1997)
- «Колесница Аполлона» (Х., м. 2002)
- «Москва. 2005» (Х., м. 2005)
- «Дом с ирисами» (Х., м. 2007)
- «Старая фабрика» (Х., м. 2007)
- «Над Девичьим полем» (Х., м. 2008)
- «Натюрморт с дубовой веткой» (Х., м. 2009)
- «Зима на Москве-реке» (Х., м. 2010)
- «Плотина» (Х., м. 2011)
- «Над зимним городом» г. (Х., м. 2012)
- «Огни Москвы» (Х., м. 2013)
- «Мост» (Х., м. 2013).

## Награды
- Медаль «В память 850-летия Москвы»
- Народный художник РФ (2007)
- Заслуженный художник РФ (1997)
- Золотая Пушкинская медаль Конфедерации творческих союзов России, посвящённая 200-летию со дня рождения А. С. Пушкина
- Премия Союза художников России по живописи им. А. М. Грицая (2002)
- Серебряная медаль Российской академии художеств (2004)
- Премия г. Москвы в области литературы и искусства (2009)
- Золотая медаль Российской Академии Художеств (2012)
- Премия правительства Российской Федерации 2018 года в области культуры — за цикл живописных произведений «Москва, как много в этом звуке…»[4]